# Cozumelsmaragd
Cozumelsmaragd (Cynanthus forficatus) är en fågel i familjen kolibrier.

## Utseende och läte
Hane cozumelsmaragd är en praktfull liten fågel, helt smaragdgrön med en lång och djupt kluven stjärt. Honan har en tydlig mörk mask över ögat och liksom hanen en rätt lång kluven stjärt. Inga liknande arter finns i dess utbredningsområde.

## Utbredning och systematik
Fågeln förekommer på ön Cozumel utanför sydöstra Mexikos kust. Den behandlas som monotypisk, det vill säga att den inte delas in i några underarter.

### Släktestillhörighet
Arten placeras traditionellt i släktet Chlorostilbon, men genetiska studier visar att den är nära släkt med arterna i Cynanthus och har därför flyttats dit.

## Levnadssätt
Cozumelsmaragden är vanligen den oftast påträffade kolibrin i sitt utbredningsområde. Den ses i skogsbryn, trädgårdar och andra halvöppna områden. Fågeln födosöker på alla nivåer efter nektar från blommor.

## Status
Cozumelsmaragden har ett mycket begränsat utbredningsområde, men beståndet anses vara stabilt. IUCN kategoriserar arten som livskraftig. Beståndet uppskattas till i storleksordningen 20 000 till 50 000 vuxna individer.